# Johan Möller
Johan Möller, född 5 mars 1738 i Länna socken, Södermanland, död 10 december 1805 i Visby, var en svensk biskop, far till Axel Johan Adam Möllerhjelm.

## Biografi
Möller studerade vid Uppsala universitet och blev magister där 1764. Prästvigd två år senare förordnades han till extra ordinarie bataljonspredikant vid Södermanlands regemente 1766 och anställdes som anagnost hos biskop Serenius i Strängnäs 1768. Fyra år därefter blev han ordinarie bataljonspredikant och erhöll 1776 fullmakt att vara kyrkoherde i Västerhaninge församling i Södermanland. Möller utnämndes till teologie professor 1785 och till teologie doktor 1793 samt befordrades, efter att sistnämnda år ha blivit kallad till ledamot i ecklesiastikkommittén, till biskop i Visby 1796.
Som stiftsstyresman gjorde sig Möller genast känd för ordningskärlek, kraft och allvar och lyckades inom sitt stift under den korta tid han var biskop framkalla "en äkta prästerlig och församlingarna gynnande samfundsanda". Hans viktigaste arbete är ett homiletiskt verk, Afhandling om et rätt prediko-sätt från 1779. Bland andra skrifter märks Försök till en i naturlig ordning inrättad lärobok i Christendomskunskapen (1769); Försök till en mindre Lärobok i Christendomskunskapen (1780), sedermera översatt till finska; Försök till en större Lärobok i Christendomskunskapen (1781); Utkast till predikningar öfver de vanliga sön- och högtidsdags-evangelierna (1789–1790); Läsning i blandade religionsämnen (1801–1805) med mera.